# Referendum popolare polacco del 1946
Il referendum del popolo (in polacco referendum ludowe) del 1946, noto anche come referendum dei tre si (Trzy razy tak, spesso abbreviato in 3×TAK), è stato un referendum tenutosi in Polonia il 30 giugno 1946 sotto l'autorità del Consiglio nazionale di Stato (ordinanza del 27 aprile 1946). Il referendum rappresentò un'opportunità per le forze in lizza per il controllo politico della Polonia dopo la seconda guerra mondiale di mettere alla prova la propria popolarità tra la popolazione. Tuttavia, i risultati furono falsificati e il referendum non riuscì a soddisfare gli standard democratici.

## Quesiti referendari
Il referendum prevedeva tre domande:

1. Sei favorevole all'abolizione del Senato ?
2. Volete un consolidamento, nella futura costituzione del sistema economico fondato sulla riforma agraria e sulla nazionalizzazione delle industrie nazionali di base, compresa la salvaguardia dei diritti statutari dell'impresa privata?
3. Vuoi il consolidamento del confine occidentale dello Stato polacco sul Baltico, sul fiume Oder e sul Neisse lusaziano?

## Campagna di propaganda

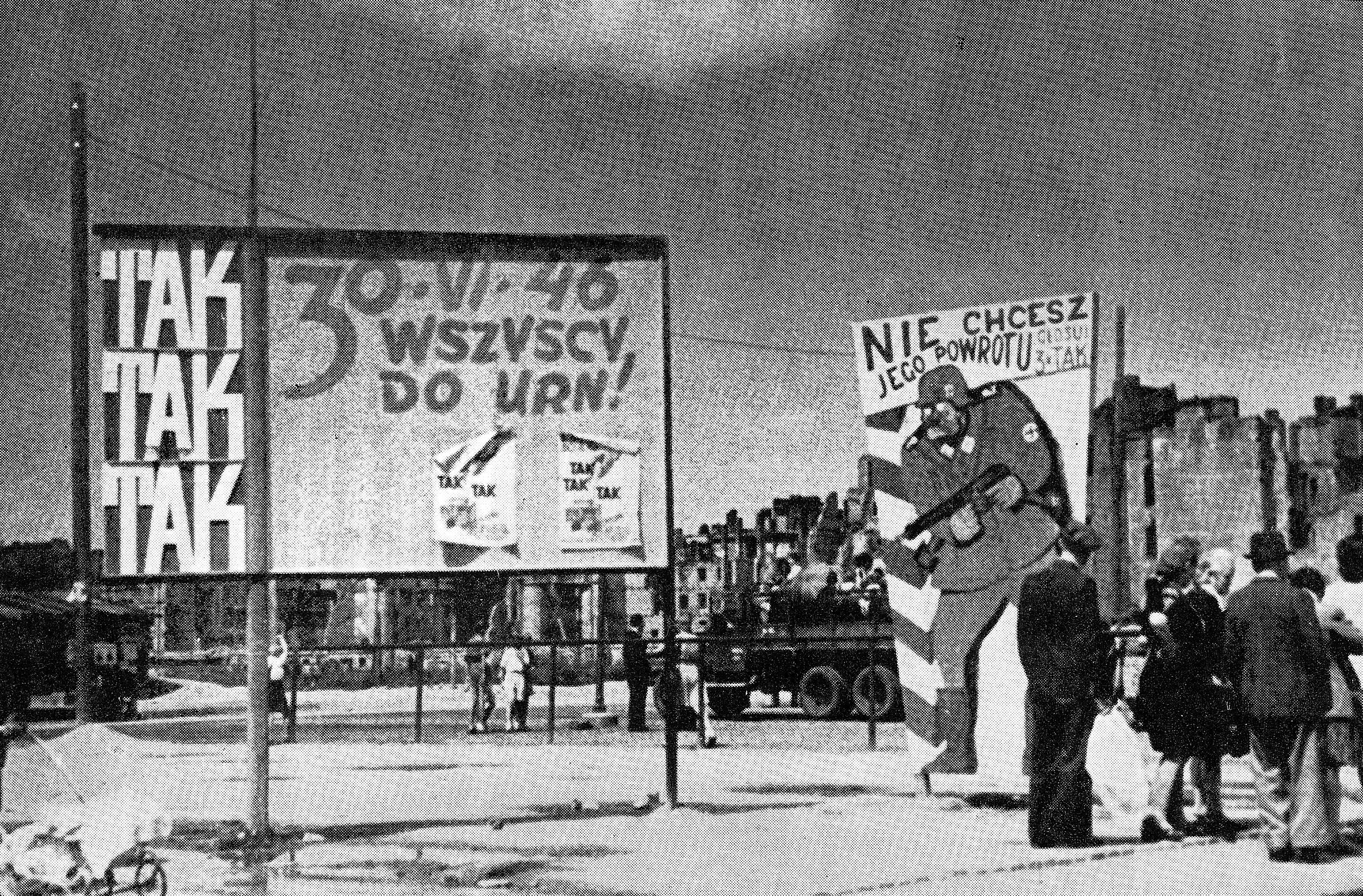
Poster di agitazione a Varsavia

I partiti del blocco democratico filo-comunista (il Partito dei lavoratori polacchi (PPR), il Partito socialista, il Partito democratico e il Partito popolare) si batterono fortemente a favore del "Tre volte sì", mentre i partiti non comunisti sostennero varie altre combinazioni; di conseguenza il referendum venne interpretato generalmente come una scelta della cittadinanza polacca tra aderire od opporsi al comunismo. Il Partito popolare polacco (PSL) e il Partito laburista, resisi conto della reale posta in gioco del voto, vale a dire l'indipendenza della Polonia e il futuro del Paese, chiesero di votare "no" alla prima domanda, nonostante il fatto che fossero opposti all'esistenza del Senato sin da prima della guerra. La maggior parte del sostegno politico del PSL proveniva nelle zone rurali, tra le persone che sostenevano la riforma agricola, quindi il partito ritenne impossibile sostenere il voto "no" sul secondo quesito. Tuttavia, l'opposizione del partito alla prima questione venne utilizzata dai comunisti per screditare come "traditori" gli attivisti più liberali del PSL. I gruppi cattolici sostennero il "no" alla prima domanda, il "sì" alla terza, lasciando la seconda alle preferenze individuali degli elettori. Il partito Wolność i Niezawisłość argomentò contro solo le prime due domande, mentre le Forze Armate Nazionali sostennero il "no" per tutte e tre le domande, in segno di protesta contro l'annessione dei territori orientali della Polonia (noti come Kresy) da parte dell'Unione Sovietica.

## Risultati
I risultati ufficiali, pubblicati il 12 luglio 1946, mostrarono che su una popolazione di 13.160.451 aventi diritto di voto, il 90,1% (ovvero 11.857.986 persone) presero parte al referendum. Di questi, 11.530.551 o il 97,2% furono considerati validi. Alla prima domanda, il 68% dei votanti scelse il "sì". Sulla seconda domanda, il 77,2% votò in maggioranza per il "sì". Alla terza domanda, il 91,4% votò "sì".
Nonostante ciò, i risultati ufficiali furono molto lontani da quelli reali in quanto le operazioni di voto vennero influenzate dai comunisti e dai loro sostenitori. I comunisti, che de facto controllavano già gran parte del governo e godevano dell'appoggio dei militari (sia il polacco Wojsko Ludowe che l'Armata Rossa sovietica), usarono la polizia (Milicja Obywatelska) e i servizi segreti (Urząd Bezpieczeństwa) per minacciare, aggredire e persino assassinare gli attivisti dell'opposizione, sostituire le schede vere con quelle false, riempire le urne con voti falsi, considerare le schede bianche come voti "sì", distruggere i voti non a favore di tutte o nessuna delle tre domande o semplicemente falsificare i voti. Il voto nell'esercito avveniva a comando e senza segretezza. La falsificazione fu supervisionata, proprio come le successive elezioni legislative polacche del 1947, da esperti sovietici come Aron Palkin e Semyon Davydov, entrambi alti ufficiali del ministero sovietico per la sicurezza dello Stato.
A Cracovia, dove l'opposizione riuscì a garantire un voto equo, i "no" furono rispettivamente: 84%, 59% e 30% per tutte e tre le domande. Il PSL, capace di ottenere record reali per circa il 48% delle circoscrizioni elettorali, stimò che il "sì", per tutte e tre le domande, fosse stato scelto dal 16,7% degli intervistati. Nonostante le proteste dell'opposizione, guidata da Stanisław Mikołajczyk, e dei rappresentanti del Regno Unito e degli Stati Uniti, i risultati furono dichiarati liberi ed equi dal governo.

### Quesito I
| Scelta                                  | Voti       | %    |
| --------------------------------------- | ---------- | ---- |
| A favore                                | 7.844.522  | 68,0 |
| Contro                                  | 3.686.029  | 32.0 |
| Voti non validi/vuoti                   | 327.435    | –    |
| Totale                                  | 11.857.986 | 100  |
| Elettori registrati/affluenza alle urne | 13.160.451 | 90.1 |
| Fonte: Nohlen & Stöver                  |            |      |

### Quesito II
| Scelta                                  | Voti       | %    |
| --------------------------------------- | ---------- | ---- |
| A favore                                | 8.896.105  | 77.2 |
| Contro                                  | 2.634.446  | 22.8 |
| Voti non validi/vuoti                   | 327.435    | –    |
| Totale                                  | 11.857.986 | 100  |
| Elettori registrati/affluenza alle urne | 13.160.451 | 90.1 |
| Fonte: Nohlen & Stöver                  |            |      |

### Quesito III
| Scelta                                  | Voti       | %    |
| --------------------------------------- | ---------- | ---- |
| A favore                                | 10.534.697 | 91.4 |
| Contro                                  | 995.854    | 8.6  |
| Voti non validi/vuoti                   | 327.435    | –    |
| Totale                                  | 11.857.986 | 100  |
| Elettori registrati/affluenza alle urne | 13.160.451 | 90.1 |
| Fonte: Nohlen & Stöver                  |            |      |

## Conseguenze
Dopo il referendum, gli Alleati richiesero delle consultazioni elettorali. Tuttavia, le elezioni del 1947 furono "completamente manipolate".
Secondo i documenti rilasciati a 40 anni di distanza, il 29% degli intervistati votò sì a tutte e tre le domande. I risultati ufficiali indicavano che questa cifra era del 68%. I materiali pubblicati successivamente al crollo del governo comunista nel 1989, mostrarono come solo la terza domanda ricevette la maggioranza dei voti a favore. Per la prima domanda, il "sì" fu scelto dal 26,9% dei votanti. Per la seconda domanda, il 42% scelse il "sì". Per la terza domanda, il 66,9% scelse il "sì".